# Colletes
Colletes là một nhóm rất lớn bao gồm các loài ông làm tổ trong đất trong họ Colletidae, với hơn 450 loài phân bố trên toàn cầu, chủ yếu ở Bắc bán cầu. Các loài ong này có khuynh hướng sống đơn lẻ, mặc dù đôi khi chúng làm tổ cạnh nhau. Các loài trong chi này xây các ô tổ dưới mặt đất và chúng gắn kết với nhau bằng chất chúng tiết ra là polyester, do đó còn gọi là ong polyester.

## Các loài
Chi này gồm các loài:
- Colletes abeillei Pérez, 1903
- Colletes aberrans Cockerell, 1897
- Colletes abessinicus Friese, 1915
- Colletes abnormis Kuhlmann, 2007
- Colletes acutiformis Noskiewicz, 1936
- Colletes acutus Pérez, 1903
- Colletes aestivalis Patton, 1879
- Colletes aethiops Cresson, 1868
- Colletes albescens Cresson, 1868
- Colletes albicinctus (Moure, 1943)
- Colletes albohirtus Cockerell, 1946
- Colletes albomaculatus (Lucas, 1849)
- Colletes alfkeni Noskiewicz, 1958
- Colletes alfredjohni Kuhlmann, 2002
- Colletes algarobiae Cockerell, 1900
- Colletes alicularis Noskiewicz, 1936
- Colletes alini Kuhlmann, 2000
- Colletes alocochila Moure, 1956
- Colletes americanus Cresson, 1868
- Colletes anceps Radoszkowski, 1891
- Colletes anchusae Noskiewicz, 1924
- Colletes andrewsi Cockerell, 1906
- Colletes angelicus Cockerell, 1905
- Colletes ankarae Warncke, 1978
- Colletes annae Cockerell, 1897
- Colletes annapurnensis Kuhlmann, 2002
- Colletes annejohnae Kuhlmann, 2003
- Colletes annulicornis Morawitz, 1876
- Colletes antecessus Cockerell, 1932
- Colletes antiguensis Cockerell, 1912
- Colletes arabicus Kuhlmann, 2002
- Colletes araucariae Friese, 1910
- Colletes arenarius Morawitz, 1876
- Colletes aridus Stephen, 1954
- Colletes arizonensis Stephen, 1954
- Colletes armeniacus (Friese, 1921)
- Colletes arsenjevi Kuhlmann, 2006
- Colletes arztbergi Kuhlmann, 2003
- Colletes asiaticus Kuhlmann, 1999
- Colletes askhabadensis Radoszkowski, 1886
- Colletes atacamensis Janvier, 1955
- Colletes atlassus Kuhlmann, 2002
- Colletes atripes Smith, 1854
- Colletes aureocinctus Cockerell, 1946
- Colletes azteka Cresson, 1868
- Colletes azureus Friese, 1912
- Colletes babai Hirashima & Tadauchi, 1979
- Colletes banksi Swenk, 1908
- Colletes beamerorum Stephen, 1954
- Colletes bernadettae Kuhlmann, 2000
- Colletes bhutanicus Kuhlmann, 2003
- Colletes bicolor Smith, 1879
- Colletes bidentulus Noskiewicz, 1936
- Colletes birkmanni Swenk, 1906
- Colletes bischoffi Noskiewicz, 1936
- Colletes biskrensis Noskiewicz, 1936
- Colletes bokkeveldi Kuhlmann, 2007
- Colletes bombiformis Metz, 1910
- Colletes bradleyi Mitchell, 1951
- Colletes brethesi Jörgensen, 1912
- Colletes brevicornis Robertson, 1897
- Colletes brevigena Noskiewicz, 1936
- Colletes brevinodis Vachal, 1909
- Colletes brimleyi Mitchell, 1951
- Colletes brumalis Noskiewicz, 1936
- Colletes bruneri Swenk, 1904
- Colletes brunneitarsis Noskiewicz, 1958
- Colletes bryanti Timberlake, 1951
- Colletes bulbotibialis Stephen, 1954
- Colletes bumeliae Neff, 2004
- Colletes bytinskii Noskiewicz, 1955
- Colletes californicus Provancher, 1895
- Colletes canescens Smith, 1853
- Colletes capensis Cameron, 1905
- Colletes capitatus Metz, 1910
- Colletes cardiurus Cockerell, 1946
- Colletes carinatus Radoszkowski, 1891
- Colletes cariniger Pérez, 1903
- Colletes caskanus (Strand, 1919)
- Colletes caspicus Morawitz, 1874
- Colletes cercidii Timberlake, 1951
- Colletes chalybaeus Friese, 1910
- Colletes chamaesarachae Cockerell, 1897
- Colletes chengtehensis Yasumatsu, 1935
- Colletes ciliatoides Stephen, 1954
- Colletes ciliatus Patton, 1879
- Colletes cinctellus Friese, 1925
- Colletes cinerascens Morawitz, 1894
- Colletes claripes Friese, 1925
- Colletes clarus Jörgensen, 1912
- Colletes clematidis Jörgensen, 1912
- Colletes clypearis Morawitz, 1876
- Colletes clypeatus Mocsáry, 1901
- Colletes clypeonitens Swenk, 1906
- Colletes cognatus Spinola, 1851
- Colletes collaris Dours, 1872
- Colletes comatus Noskiewicz, 1936
- Colletes comberi Cockerell, 1911
- Colletes compactus Cresson, 1868
- Colletes conradti Noskiewicz, 1936
- Colletes consors Cresson, 1868
- Colletes constrictus Pérez, 1903
- Colletes coriandri Pérez, 1895
- Colletes costaricensis Friese, 1916
- Colletes covilleae Timberlake, 1951
- Colletes cretaceus Morawitz, 1876
- Colletes creticus Noskiewicz, 1936
- Colletes cunicularius (Linnaeus, 1761)
- Colletes cyanescens (Haliday, 1836)
- Colletes cyaneus Holmberg, 1903
- Colletes cyanonitidus Kuhlmann, 2007
- Colletes cyprius Noskiewicz, 1936
- Colletes daleae Cockerell, 1897
- Colletes daourus Warncke, 1978
- Colletes daviesanus Smith, 1846
- Colletes delicatus Metz, 1910
- Colletes delodontus Viereck, 1903
- Colletes dentiventris Dours, 1872
- Colletes denudatus Cockerell, 1946
- Colletes deserticola Timberlake, 1951
- Colletes desertorum Kuhlmann, 2002
- Colletes dilatatus Metz, 1910
- Colletes dimidiatus Brullé, 1840
- Colletes dinizi Kuhlmann, Ortiz & Ornosa, 2001
- Colletes diodontus Benoist, 1958
- Colletes distinctus Cresson, 1868
- Colletes dorni Kuhlmann, 2002
- Colletes dorsalis Morawitz, 1888
- Colletes dubitatus Noskiewicz, 1936
- Colletes dudgeonii Bingham, 1897
- Colletes durbanensis Cockerell, 1919
- Colletes dusmeti Noskiewicz, 1936
- Colletes eardleyi Kuhlmann, 2007
- Colletes eatoni Morice, 1904
- Colletes ebmeri Kuhlmann, 2002
- Colletes edentulus Noskiewicz, 1936
- Colletes elegans Noskiewicz, 1936
- Colletes emaceatus Noskiewicz, 1936
- Colletes eous Morice, 1904
- Colletes esakii Hirashima, 1958
- Colletes escalerai Noskiewicz, 1936
- Colletes eulophi Robertson, 1891
- Colletes eupogonites Moure, 1949
- Colletes everaertae Michener, 1993
- Colletes extensicornis Vachal, 1909
- Colletes fasciatus Smith, 1853
- Colletes fascicularis Cockerell, 1932
- Colletes faurei Cockerell, 1946
- Colletes flaminii Moure, 1956
- Colletes flavicornis Morawitz, 1876
- Colletes floralis Eversmann, 1852
- Colletes fodiens (Fourcroy, 1785)
- Colletes formosus Pérez, 1895
- Colletes foveolaris Pérez, 1903
- Colletes fraterculus Noskiewicz, 1936
- Colletes friesei Cockerell, 1918
- Colletes frontalis Metz, 1910
- Colletes fulgidus Swenk, 1904
- Colletes fulvicornis Noskiewicz, 1936
- Colletes fulvipes Spinola, 1851
- Colletes furfuraceus Holmberg, 1886
- Colletes fuscicornis Noskiewicz, 1936
- Colletes fusconotus Cockerell, 1919
- Colletes gallicus Radoszkowski, 1891
- Colletes gandhi Kuhlmann, 2003
- Colletes genalis Friese, 1909
- Colletes gessi Kuhlmann, 2007
- Colletes gigas Cockerell, 1918
- Colletes gilensis Cockerell, 1897
- Colletes gilvus Vachal, 1909
- Colletes glaber Warncke, 1978
- Colletes glycyrrhizae Jörgensen, 1912
- Colletes gorillarum Cockerell, 1932
- Colletes graeffei Alfken, 1900
- Colletes granpiedrensis Genaro, 2001
- Colletes grisellus Michener, 1989
- Colletes griseus (Westwood, 1875)
- Colletes guadalajarensis Metz, 1910
- Colletes guichardi Kuhlmann, 2003
- Colletes gussakowskii Noskiewicz, 1936
- Colletes gypsicolens Cockerell, 1897
- Colletes hakkari Kuhlmann, 2002
- Colletes halophilus Verhoeff, 1944
- Colletes harreri Kuhlmann, 2002
- Colletes haubrugei Kuhlmann, 2002
- Colletes hederae Schmidt & Westrich, 1993
- Colletes hedini Kuhlmann, 2002
- Colletes hethiticus Warncke, 1978
- Colletes hicaco Genaro, 2003
- Colletes hiekejuniori Kuhlmann, 2003
- Colletes hiekeseniori Kuhlmann, 2003
- Colletes himalayensis Kuhlmann, 2002
- Colletes hirtibasis Cockerell, 1936
- Colletes howardi Swenk, 1925
- Colletes hyalinus Provancher, 1888
- Colletes hylaeiformis Eversmann, 1852
- Colletes idoneus Cockerell, 1922
- Colletes impunctatus Nylander, 1852
- Colletes inaequalis Say, 1837
- Colletes inconspicuus Kirby, 1900
- Colletes indicus Kuhlmann, 2003
- Colletes inexpectatus Noskiewicz, 1936
- Colletes infracognitus Cockerell, 1937
- Colletes inornatus Cockerell, 1946
- Colletes integer Noskiewicz, 1936
- Colletes intermixtus Swenk, 1905
- Colletes intricatus Smith, 1879
- Colletes inuncantipedis Neff, 2004
- Colletes iranicus Noskiewicz, 1962
- Colletes issykkuli Kuhlmann, 2003
- Colletes isthmicus Swenk, 1930
- Colletes jankowskyi Radoszkowski, 1891
- Colletes jejunus Noskiewicz, 1936
- Colletes joergenseni Friese, 1910
- Colletes judaicus Noskiewicz, 1955
- Colletes kansensis Stephen, 1954
- Colletes karooensis Kuhlmann, 2007
- Colletes kaszabi Kuhlmann, 2002
- Colletes katharinae Kuhlmann, 2007
- Colletes kerri Moure, 1956
- Colletes kincaidii Cockerell, 1898
- Colletes knersvlaktei Kuhlmann, 2007
- Colletes kozlovi Friese, 1913
- Colletes kudonis Cockerell, 1927
- Colletes lacunatus Dours, 1872
- Colletes laevifrons Morawitz, 1894
- Colletes laevigena Noskiewicz, 1936
- Colletes langeanus Moure, 1956
- Colletes larreae Timberlake, 1951
- Colletes latefasciatus Friese, 1925
- Colletes laticaudus Cockerell, 1946
- Colletes laticeps Friese, 1910
- Colletes laticinctus Timberlake, 1951
- Colletes latipes Friese, 1915
- Colletes latitarsis Robertson, 1891
- Colletes lebedewi Noskiewicz, 1936
- Colletes ligatus Erichson, 1855
- Colletes lineatus Metz, 1910
- Colletes linsleyi Timberlake, 1951
- Colletes longiceps Friese, 1910
- Colletes longifacies Stephen, 1954
- Colletes louisae Cockerell, 1897
- Colletes lucasi Pérez, 1895
- Colletes lucens Vachal, 1909
- Colletes lutzi Timberlake, 1943
- Colletes luzhouensis Kuhlmann, 2007
- Colletes lycii Jörgensen, 1912
- Colletes macconnelli Metz, 1910
- Colletes mackieae Cockerell, 1932
- Colletes maidli Noskiewicz, 1936
- Colletes malleatus Cockerell, 1933
- Colletes malmus (Cameron, 1905)
- Colletes mandibularis Smith, 1853
- Colletes marginatus Smith, 1846
- Colletes marleyi Cockerell, 1919
- Colletes maroccanus Warncke, 1978
- Colletes mastochila Moure, 1956
- Colletes merceti Noskiewicz, 1936
- Colletes meridionalis Schrottky, 1902
- Colletes metzi Timberlake, 1951
- Colletes mexicanus Cresson, 1868
- Colletes meyeri Noskiewicz, 1936
- Colletes michaelis Cockerell, 1936
- Colletes micheneri Stephen, 1954
- Colletes michenerianus Moure, 1956
- Colletes microdontoides Kuhlmann, 2003
- Colletes microdontus Cockerell, 1937
- Colletes mimincus Cockerell, 1914
- Colletes minutissimus Kuhlmann, 2002
- Colletes minutus Kuhlmann, 2002
- Colletes missionum Cockerell, 1932
- Colletes mitchelli Stephen, 1954
- Colletes mixtus Radoszkowski, 1891
- Colletes mlokossewiczi Radoszkowski, 1891
- Colletes moctezumensis Metz, 1910
- Colletes montacuti Cockerell, 1947
- Colletes montefragus Raw, 1984
- Colletes morawitzi Noskiewicz, 1936
- Colletes moricei Saunders, 1904
- Colletes motaguensis Cockerell, 1912
- Colletes mourei Kuhlmann, 1999
- Colletes murinus Friese, 1900
- Colletes musculus Friese, 1910
- Colletes nanaeformis Noskiewicz, 1959
- Colletes nanellus Cockerell, 1944
- Colletes nanus Friese, 1898
- Colletes nasutus Smith, 1853
- Colletes nautlanus Cockerell, 1899
- Colletes neoqueenensis Friese, 1910
- Colletes nieuwoudtvillei Kuhlmann, 2007
- Colletes niger Swenk, 1904
- Colletes nigricans Gistel, 1857
- Colletes nigrifrons Titus, 1900
- Colletes nigritulus Friese, 1910
- Colletes nitescens Timberlake, 1951
- Colletes nitidicollis Friese, 1900
- Colletes niveatus Kuhlmann, 2002
- Colletes noskiewiczi Cockerell, 1942
- Colletes nudus Robertson, 1898
- Colletes obscurus Friese, 1925
- Colletes ochraceus Swenk, 1906
- Colletes omanus Kuhlmann, 2003
- Colletes opacicollis Friese, 1909
- Colletes opacus Friese, 1925
- Colletes ornatus Schrottky, 1903
- Colletes ottomanus Noskiewicz, 1958
- Colletes pallescens Noskiewicz, 1936
- Colletes pallipes Noskiewicz, 1936
- Colletes panamensis Michener, 1954
- Colletes paniscus Viereck, 1903
- Colletes parafodiens Friese, 1925
- Colletes paratibeticus Kuhlmann, 2002
- Colletes patagonicus Schrottky, 1907
- Colletes patellatus Pérez, 1905
- Colletes pauljohni Kuhlmann, 2002
- Colletes penulatus Noskiewicz, 1936
- Colletes perezi Morice, 1904
- Colletes perforator Smith, 1869
- Colletes perileucus Cockerell, 1924
- Colletes perplexus Smith, 1879
- Colletes persicus Warncke, 1979
- Colletes peruvicus Cockerell, 1913
- Colletes petalostemonis Swenk, 1906
- Colletes petropolitanus Dalla Torre, 1897
- Colletes phaceliae Cockerell, 1906
- Colletes phenax Cockerell, 1946
- Colletes pinnatus Vachal, 1909
- Colletes platycnema Snelling, 1975
- Colletes plebeius Cockerell, 1946
- Colletes plumulosus Noskiewicz, 1936
- Colletes pollinarius Noskiewicz, 1936
- Colletes popovi Noskiewicz, 1936
- Colletes productus Robertson, 1891
- Colletes prosopidis Cockerell, 1897
- Colletes pseudocinerascens Noskiewicz, 1936
- Colletes pseudojejunus Noskiewicz, 1959
- Colletes pseudolaevigena Kuhlmann, 2002
- Colletes pulchellus Pérez, 1903
- Colletes pumilus Morice, 1904
- Colletes punctatus Mocsáry, 1877
- Colletes punctipennis Cresson, 1868
- Colletes quadrigenis Vachal, 1909
- Colletes radoszkowskii Noskiewicz, 1936
- Colletes ravulus Noskiewicz, 1936
- Colletes recurvatus Metz, 1910
- Colletes reginae Cockerell, 1946
- Colletes reinigi Noskiewicz, 1936
- Colletes restingensis Noskiewicz, 1936
- Colletes reticulatus (Cameron, 1897)
- Colletes rhodaspis Cockerell, 1909
- Colletes robertsonii Dalla Torre, 1896
- Colletes roborovskyi Friese, 1913
- Colletes rohweri Cockerell, 1919
- Colletes rothschildi Vachal, 1909
- Colletes rozeni Kuhlmann, 2005
- Colletes rubellus Noskiewicz, 1936
- Colletes rubicola Benoist, 1942
- Colletes rubripes Noskiewicz, 1936
- Colletes rubrovittatus Cockerell, 1946
- Colletes rudis Timberlake, 1951
- Colletes ruficollis Friese, 1925
- Colletes rufipes Smith, 1879
- Colletes rufitarsis Friese, 1909
- Colletes rufocinctus Cockerell, 1929
- Colletes rufosignatus Cockerell, 1918
- Colletes rufotibialis Friese, 1909
- Colletes rugicollis Friese, 1900
- Colletes rutilans Vachal, 1909
- Colletes salicicola Cockerell, 1897
- Colletes salsolae Cockerell, 1934
- Colletes sanctus Cockerell, 1910
- Colletes saritensis Stephen, 1954
- Colletes schmidi Noskiewicz, 1962
- Colletes schrottkyi Jörgensen, 1912
- Colletes schultzei Friese, 1909
- Colletes schwarzi Kuhlmann, 2002
- Colletes scopiventer Swenk, 1908
- Colletes seitzi Alfken, 1900
- Colletes sellatus Morawitz, 1894
- Colletes seminitens Cockerell, 1919
- Colletes seminitidus Spinola, 1851
- Colletes senilis (Eversmann, 1852)
- Colletes sichuanensis Kuhlmann, 2007
- Colletes sidemii Radoszkowski, 1891
- Colletes sierrensis Frey-Gessner, 1903
- Colletes similis Schenck, 1853
- Colletes simulans Cresson, 1868
- Colletes simus Pérez, 1903
- Colletes skinneri Viereck, 1903
- Colletes skorikowi Noskiewicz, 1936
- Colletes slevini Cockerell, 1925
- Colletes sodalis (Cameron, 1897)
- Colletes solidaginis Swenk, 1906
- Colletes solitarius Timberlake, 1951
- Colletes somereni Cockerell, 1947
- Colletes sordescens Cockerell, 1933
- Colletes sororcula Cockerell, 1936
- Colletes speculiferus Cockerell, 1927
- Colletes sphaeralceae Timberlake, 1951
- Colletes spilopterus Cockerell, 1917
- Colletes squamosus Morawitz, 1878
- Colletes squamulosus Noskiewicz, 1936
- Colletes stachi Noskiewicz, 1958
- Colletes standfussi Kuhlmann, 2003
- Colletes steinbachi Friese, 1910
- Colletes stellatus Cockerell, 1946
- Colletes stepheni Timberlake, 1958
- Colletes striginasis Vachal, 1909
- Colletes subdilatatus Metz, 1910
- Colletes submarginatus Cresson, 1865
- Colletes subnitens Noskiewicz, 1936
- Colletes succinctus (Linnaeus, 1758)
- Colletes sulcatus Vachal, 1909
- Colletes susannae Swenk, 1925
- Colletes swenki Stephen, 1954
- Colletes tadschikus Kuhlmann, 2002
- Colletes taiwanensis Dubitzki & Kuhlmann, 2004
- Colletes tardus Noskiewicz, 1936
- Colletes tectiventris Timberlake, 1951
- Colletes testaceipes Friese, 1909
- Colletes texanus Cresson, 1872
- Colletes thoracicus Smith, 1853
- Colletes thysanellae Mitchell, 1951
- Colletes tibeticus Kuhlmann, 2002
- Colletes timberlakei Stephen, 1954
- Colletes tinctulus Cockerell, 1937
- Colletes tingoensis Cockerell, 1926
- Colletes titusensis Mitchell, 1951
- Colletes tomentosus Friese, 1910
- Colletes transitorius Noskiewicz, 1936
- Colletes trigonatus Cockerell, 1933
- Colletes tuberculatus Morawitz, 1894
- Colletes tuberculiger Noskiewicz, 1936
- Colletes tulbaghensis Kuhlmann, 1998
- Colletes turgiventris Timberlake, 1951
- Colletes ulrikae Kuhlmann, 2002
- Colletes uralensis Noskiewicz, 1936
- Colletes utilis Cockerell, 1897
- Colletes vachali Jörgensen, 1912
- Colletes validus Cresson, 1868
- Colletes vandykei Timberlake, 1951
- Colletes virgatus Vachal, 1904
- Colletes volsellatus Metz, 1910
- Colletes wacki Kuhlmann, 2002
- Colletes wahisi Kuhlmann, 2002
- Colletes wahrmani Noskiewicz, 1959
- Colletes warnckei Kuhlmann, 2002
- Colletes watmoughi Kuhlmann, 2007
- Colletes weiski Friese, 1912
- Colletes westghats Kuhlmann, 2003
- Colletes wickhami Timberlake, 1943
- Colletes willistoni Robertson, 1891
- Colletes wilmattae Cockerell, 1904
- Colletes wolfi Kuhlmann, 1999
- Colletes wollmanni Noskiewicz, 1936
- Colletes wootoni Cockerell, 1897
- Colletes xerophilus Timberlake, 1951
- Colletes xuechengensis Kuhlmann, 2007
- Colletes yemensis Noskiewicz, 1929
- Colletes zuluensis Friese, 1925
- Colletes zygophyllum Kuhlmann, 2007